# V Popelkách
Das Skiareal V Popelkách in Lomnice nad Popelkou besteht aus mehreren Skisprungschanzen. Zur Anlage gehören zwei kleinere Schanzen der Kategorien K 27 und K 43  und eine Normalschanze der Kategorie K 70. Zwei weitere Schanzen der kleinen Kategorie K 8 und K 13 stehen auf einer anderen Anlage.

## Geschichte
Der Verein LSK Lomnice plante 1950 eine Schanze zu bauen. Zwei Jahre später erfolgte die Einweihung der K 58 mit hölzernem 18 m hohem Anlaufturm. Ein Jahr später entwarf der Architekt Jarolimak neben der K 58 eine 30 m-Schülerschanze. 1970 wurde das Schanzenareal intensiv ausgebaut. Die K 58 Schanze wurde mit Stahlturmkonstruktion versehen und auf K 70 vergrößert, es entstand eine K 25-Schanze und die 30-m-Schanze wurde zur K 43 erweitert. Im Jahr 1995 entstanden für den kleineren Nachwuchs eine K 8- und eine K 13-Schanze. 2004 wurden die K 27 und K 43 erneuert und mit Matten belegt. Drei Jahre später wurde die Normalschanze K 70 modernisiert, mit Matten belegt und der Anlaufturm erneuert.